# Тульбини, Абдельазиз
Абдельази́з Тульбини́ (род. 16 сентября 1978) — алжирский боксёр, представитель тяжёлой весовой категории. Выступал за сборную Алжира по боксу в конце 1990-х и на всём протяжении 2000-х годов, бронзовый призёр Всеафриканских игр в Алжире, чемпион Африки, победитель и призёр турниров международного значения, участник летних Олимпийских игр в Пекине.

## Биография
Абдельазиз Тульбини родился 16 сентября 1978 года.
Первого серьёзного успеха на взрослом международном уровне добился в сезоне 1998 года, когда вошёл в основной состав национальной сборной и выступил на домашнем чемпионате Африки в Алжире, где в среднем весе одолел всех своих соперников по турнирной сетке и завоевал золотую медаль.
В 2006 году боксировал в тяжёлом весе на международном турнире «Золотой пояс» в Румынии, но попасть здесь в число призёров не смог, остановился на стадии четвертьфиналов.
В 2007 году стал чемпионом Алжира в тяжёлом весе, завоевал серебряную медаль на арабском чемпионате в Тунисе, одержал победу на чемпионате Африки на Мадагаскаре, выиграл бронзовую медаль на международном турнире «Таммер» в Финляндии, боксировал на турнире «Ахмет Комерт» в Турции, стал бронзовым призёром домашних Всеафриканских игр в Алжире.
Благодаря череде удачных выступлений удостоился права защищать честь страны на летних Олимпийских играх 2008 года в Пекине, тем не менее, провёл здесь только один бой — уже в стартовом поединке категории до 91 кг со счётом 4:10 проиграл американцу Деонтею Уайлдеру, будущему чемпиону мира среди профессионалов, выигравшему на этих Играх бронзовую медаль.
После пекинской Олимпиады Тульбини остался в состав боксёрской команды Алжира и продолжил принимать участие в крупнейших международных соревнованиях. Так, в 2009 году он в очередной раз стал чемпионом страны по боксу в тяжёлой весовой категории, выступил на арабском чемпионате в Каире.
В 2014 году вновь одержал победу в зачёте национального первенства Алжира.